# Hôtel O'Riordan
L'hôtel O'Riordan est un hôtel particulier, de style néo-classique, bâti au milieu du XVIIIe siècle, situé au no 70 du quai de la Fosse, dans le centre-ville de Nantes, en France. L'immeuble est classé au titre des monuments historiques en 1938.

## Historique
L'hôtel O'Riordan est construit entre 1742 et 1746 pour l'armateur négrier Étienne O'Riordan, membre de la communauté des Irlandais de Nantes,. L'inauguration a lieu en 1746, et le propriétaire est naturalisé français en décembre de la même année. Il dispose également du château de Saffré.
L'hôtel appartient par la suite à la famille Le Roux, négociants en bois à Nantes, dont l'une des filles, Marguerite Le Roux, épousera Mathurin Crucy.
Le premier étage de cet hôtel comportait un salon entièrement lambrissé de panneaux d'acajou. Cet ensemble de boiseries, offert en 1975 au Canada par David M. Stewart, se trouve actuellement au Château Ramezay, dans le vieux-Montréal.
Les façades et la toiture de l'hôtel O'Riordan sont classées aux titre des monuments historiques par arrêté du 29 août 1938.

## Architecture
Les matériaux utilisés pour la construction sont le tuffeau et le granit.